# Forêt impénétrable de Bwindi
La forêt impénétrable de Bwindi est située au sud-ouest de l'Ouganda en Afrique de l'Est. Un parc national se trouve sur le territoire de la forêt, situé le long de la frontière avec la république démocratique du Congo, à proximité du parc national des Virunga, en bordure de la vallée du Grand Rift. Le parc a une superficie de 331 km2, composée essentiellement de jungle de montagne et de plaine. Le parc est surtout connu pour abriter environ 430 gorilles des montagnes (en 2011), soit près de la moitié de la population de cette espèce menacée (la population totale des gorilles des montagnes est estimée par l'Union internationale pour la conservation de la nature en 2008 à 680 individus ; en 2010 à 880 ; et en 2018 à 1004).
Le parc est inscrit sur la liste du patrimoine mondial de l'UNESCO.
La région des environs de Buhoma est idéale pour l'observation des primates et des oiseaux, et aussi des chimpanzés, des musophagidés et des bucérotidés. La forêt est l'un des plus riches écosystèmes africains, hébergeant quelque 120 espèces de mammifères, 346 espèces d'oiseaux, 202 espèces de papillons, 163 espèces d'arbres, 100 espèces de fougères et de nombreuses espèces en danger. La région présente en particulier de nombreux endémismes propres au rift Albertin. Il y a deux groupes de gorilles de montagnes habitués à la présence de l'homme, les Mubare et les Katendegyere. Les Mubare sont les plus sociables.

## Galerie photographique

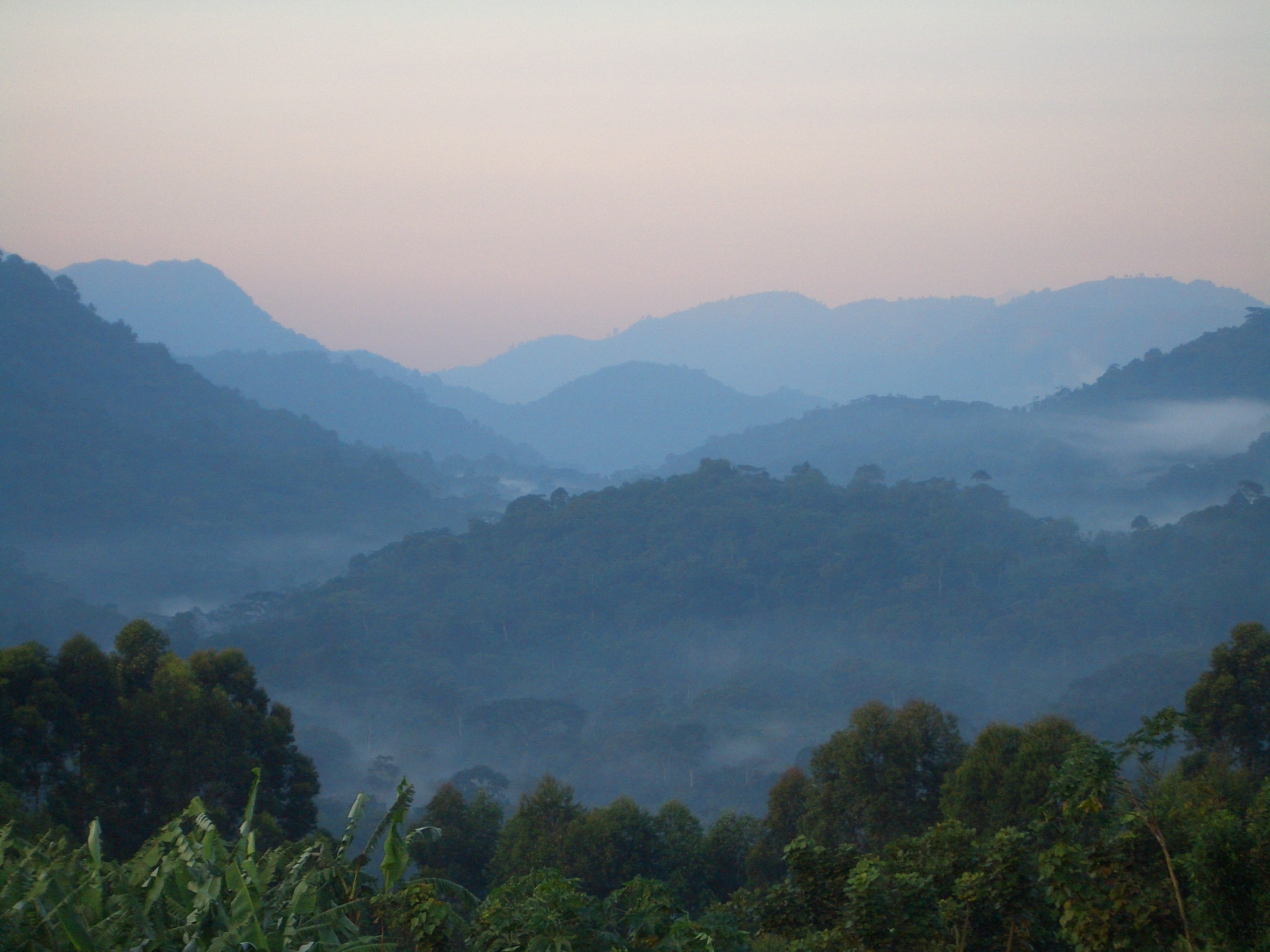
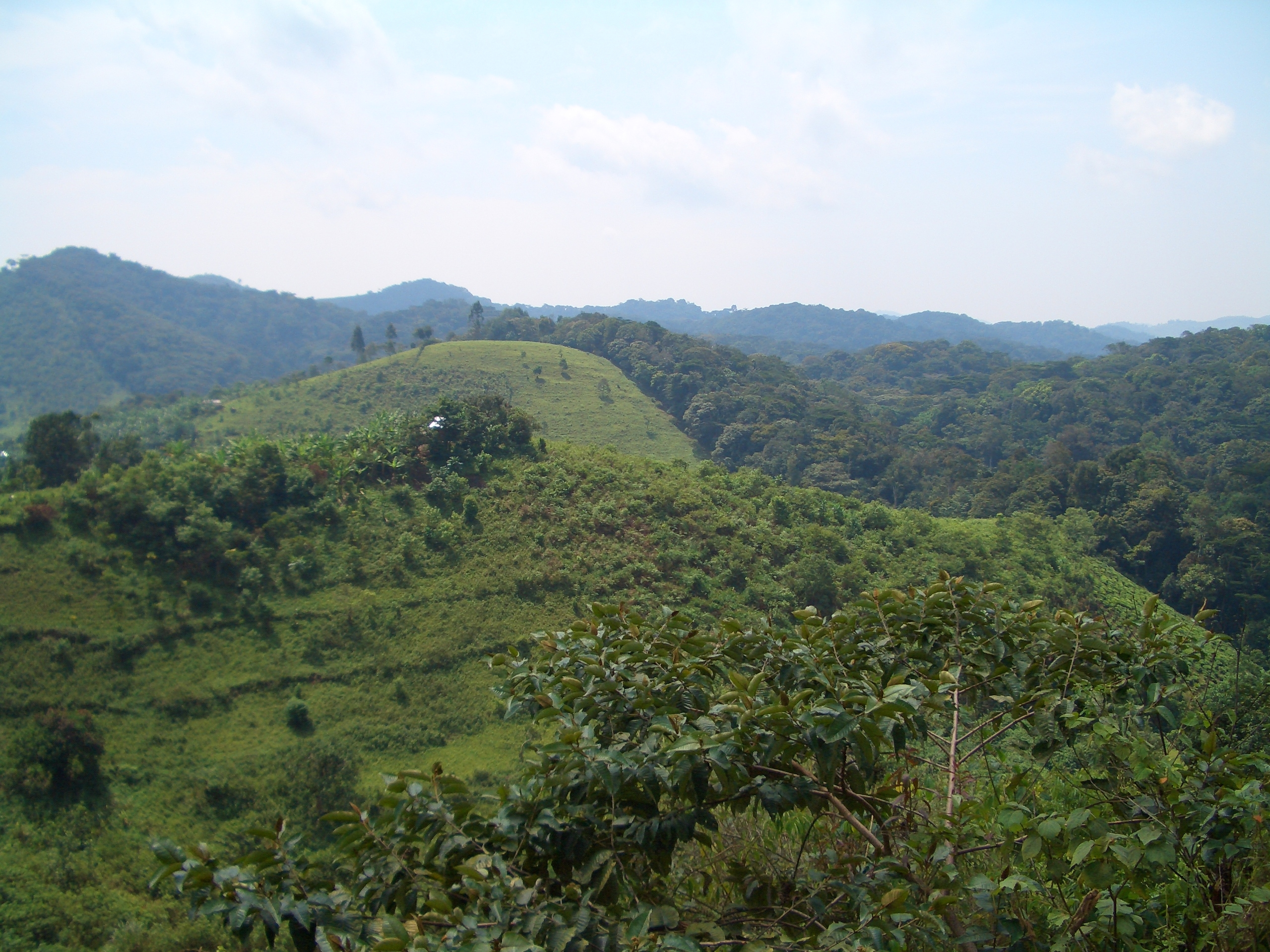
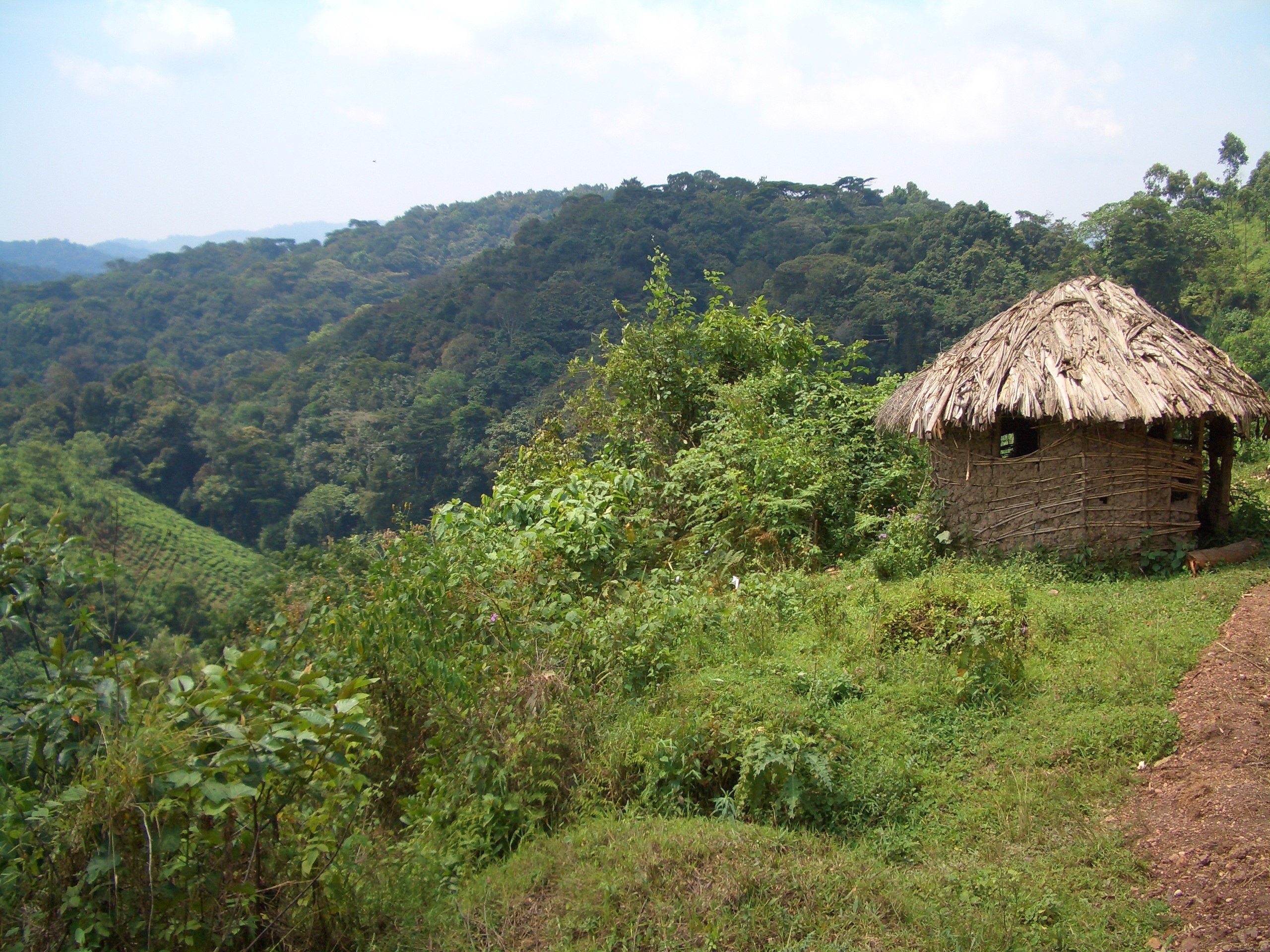
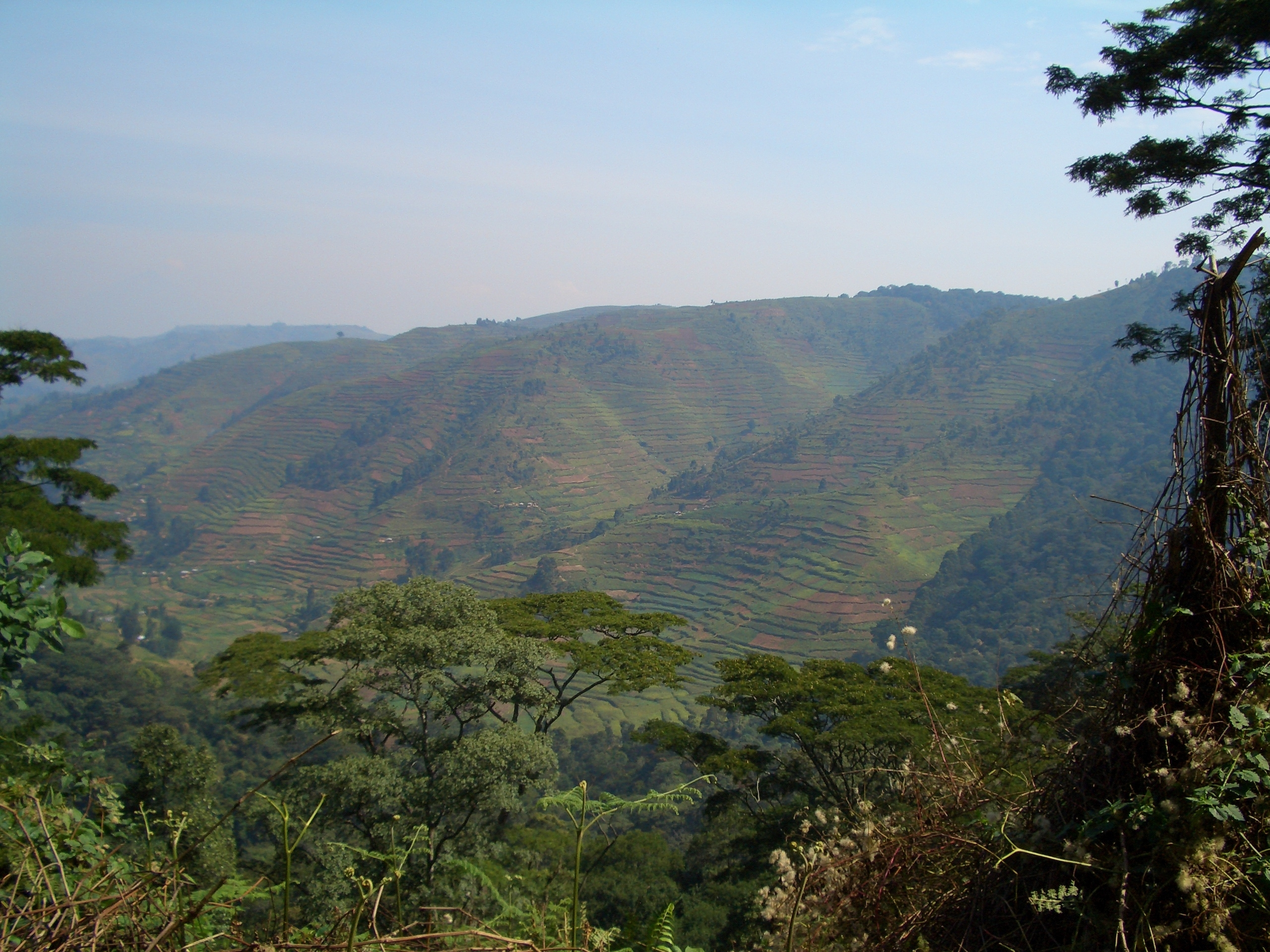
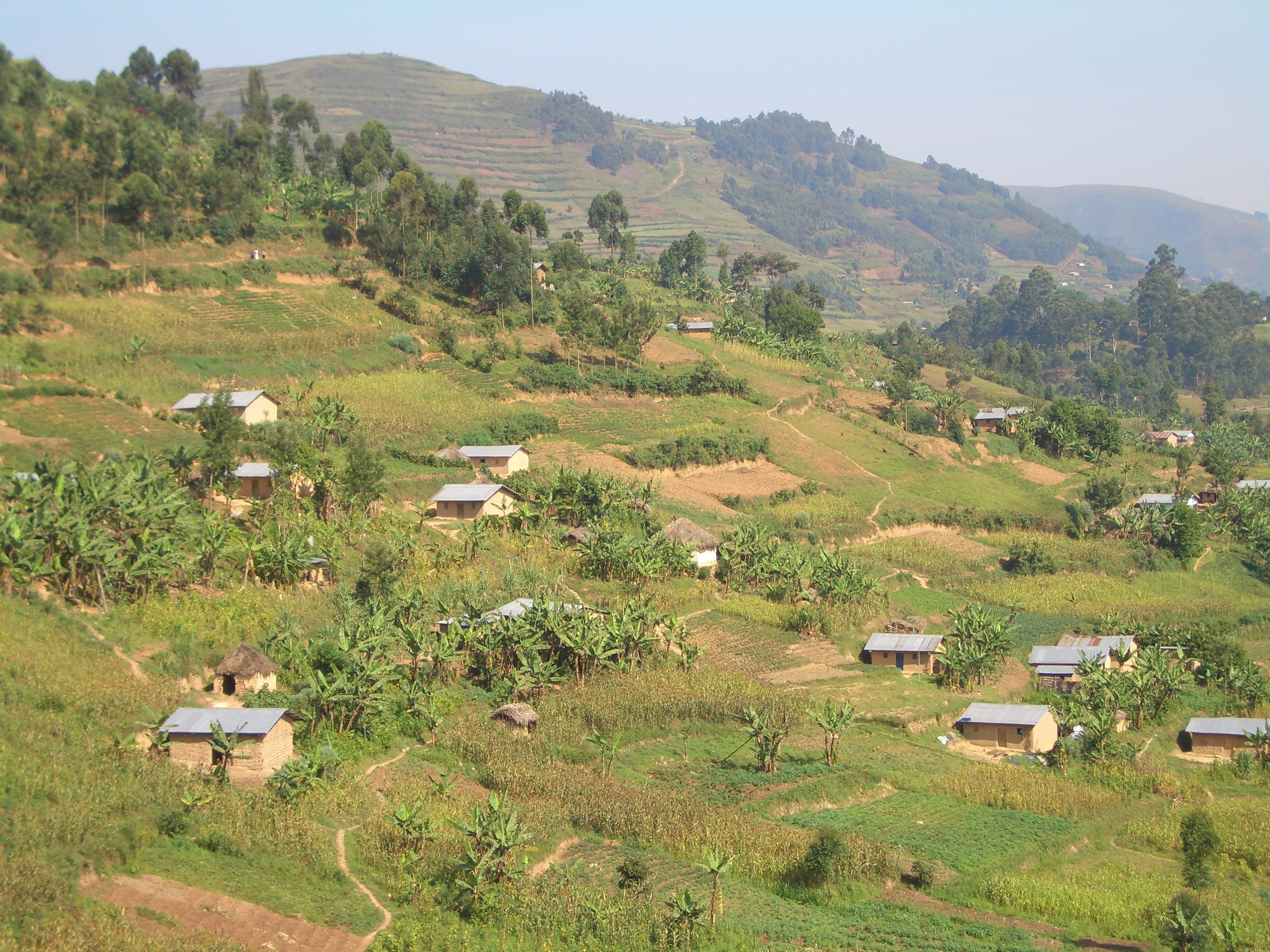
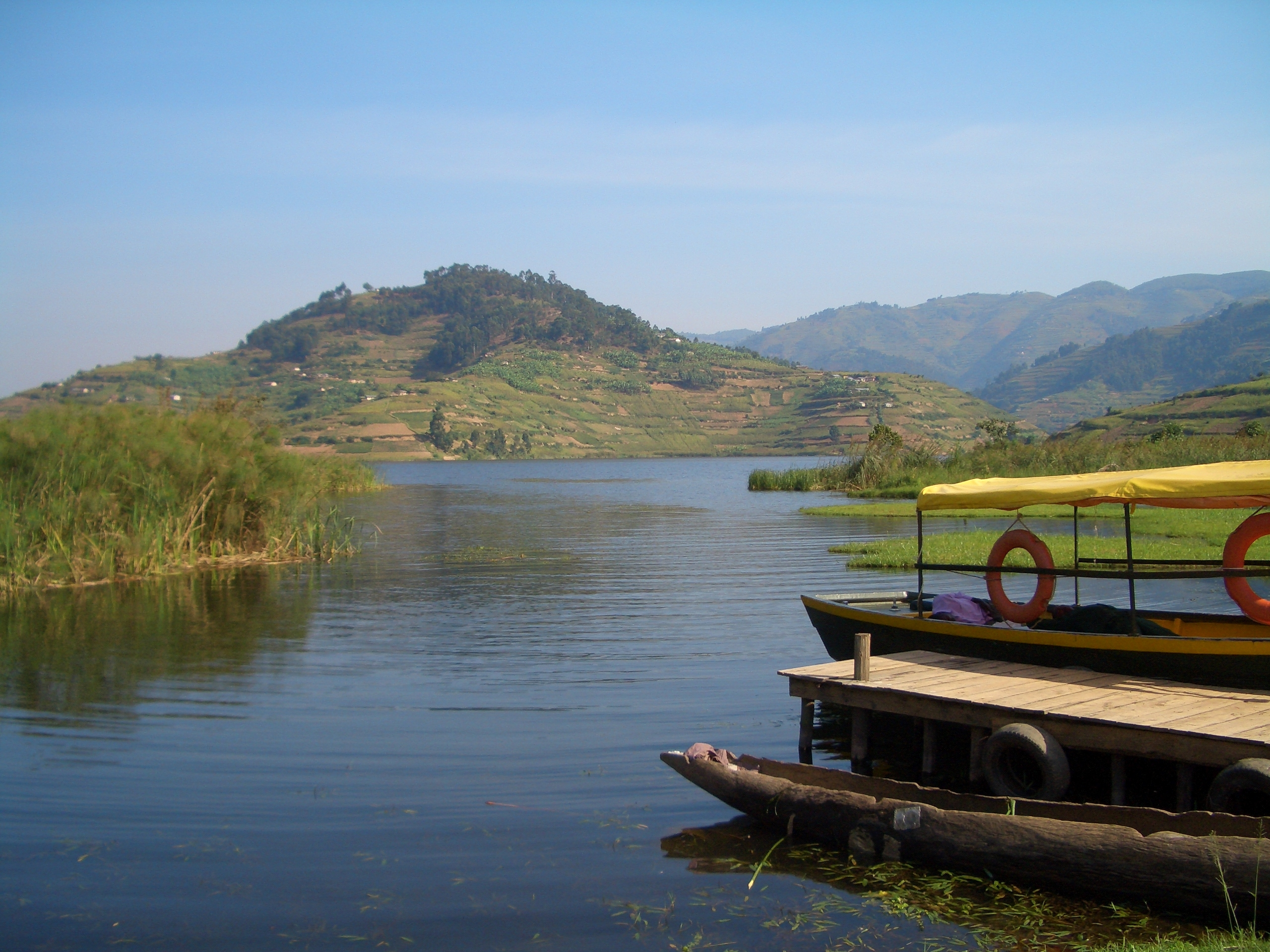
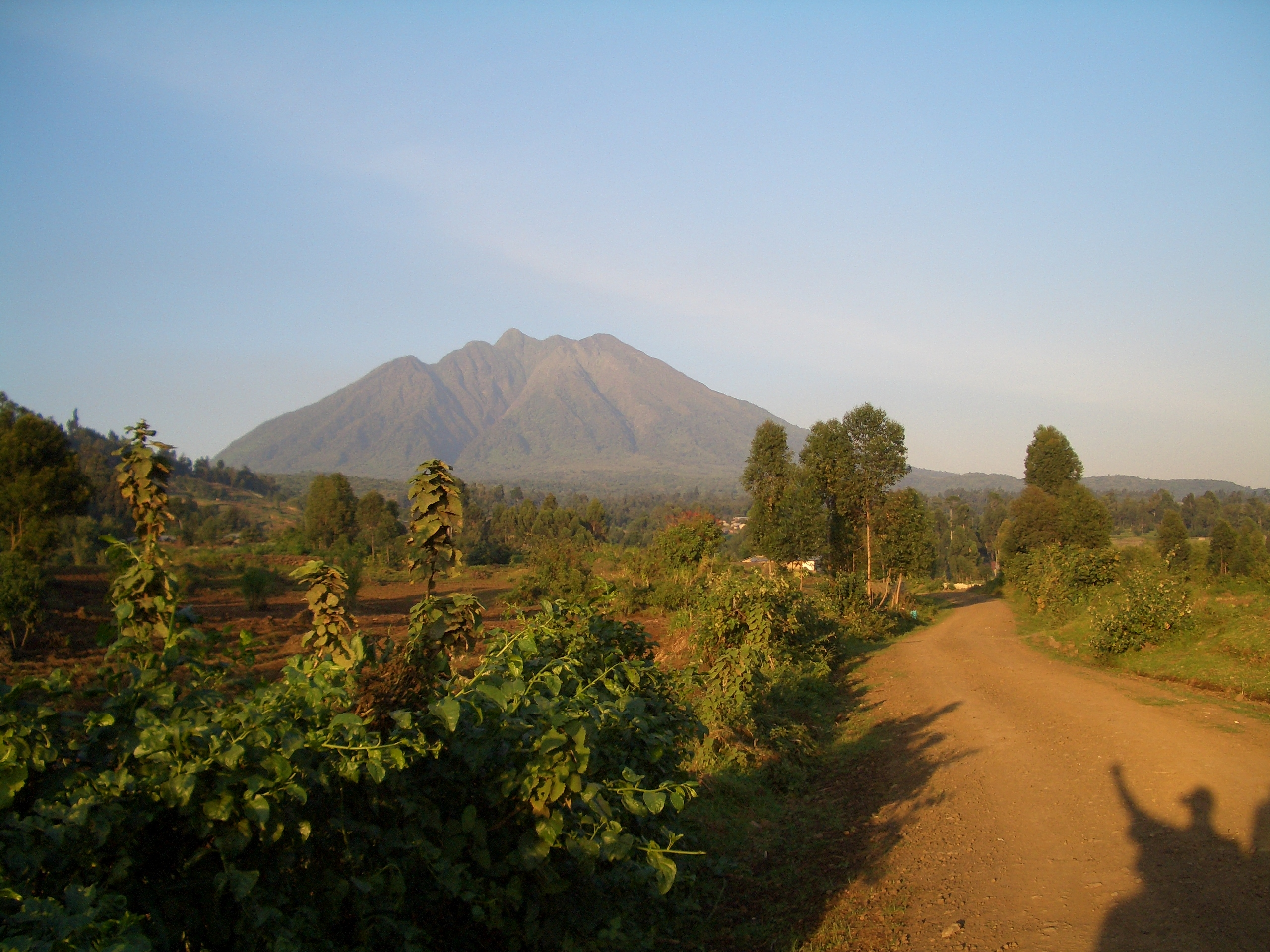
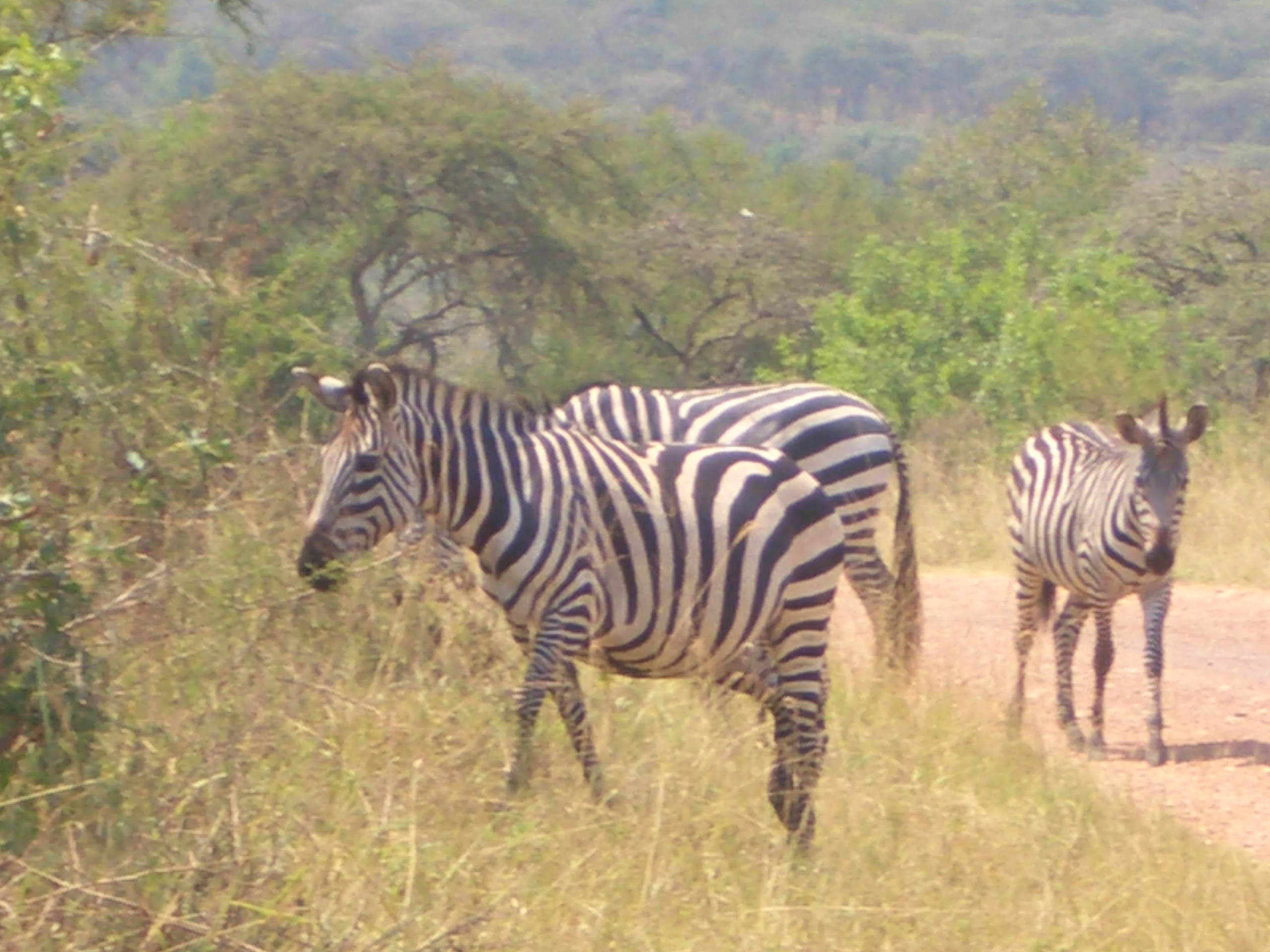
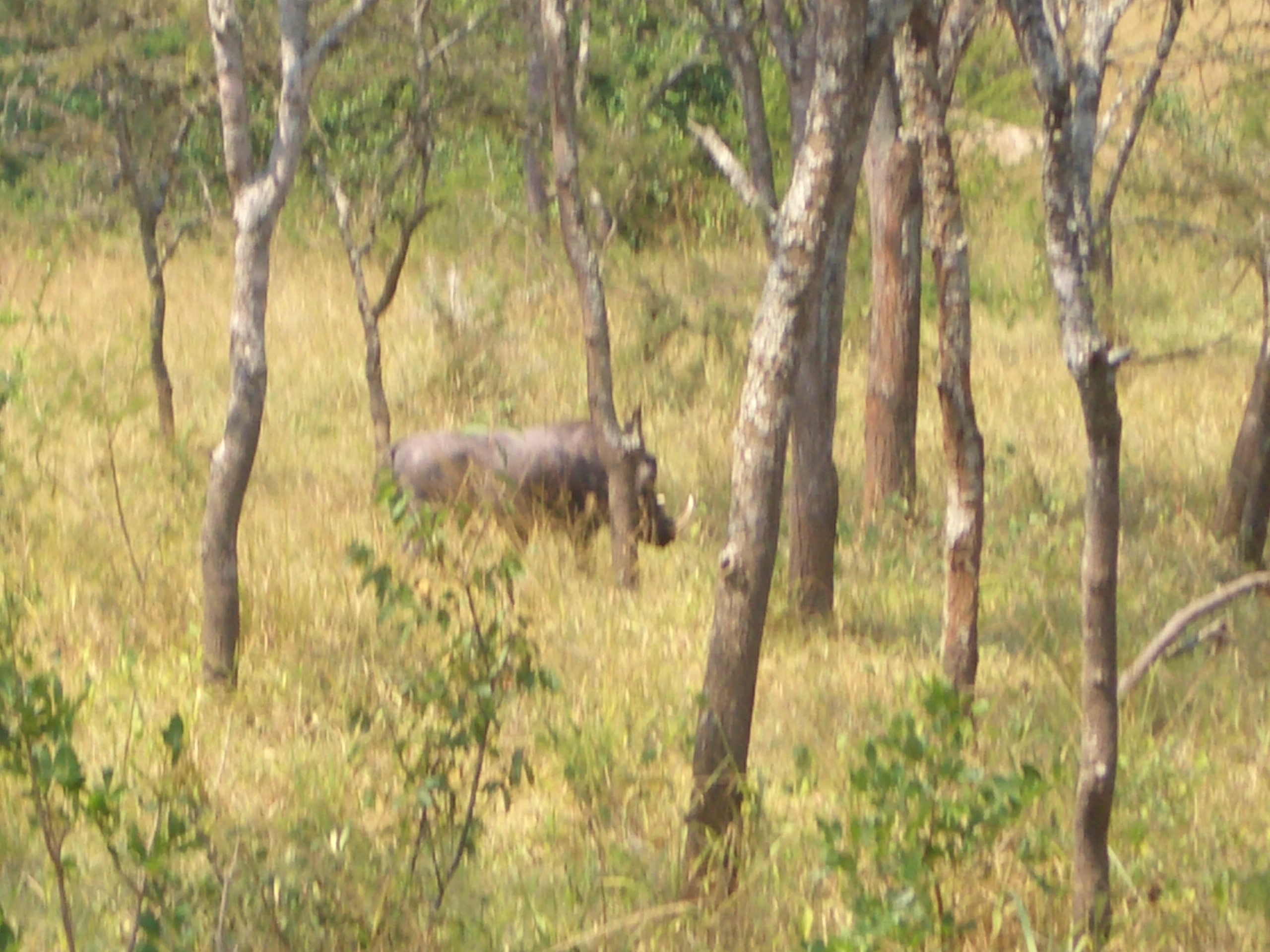
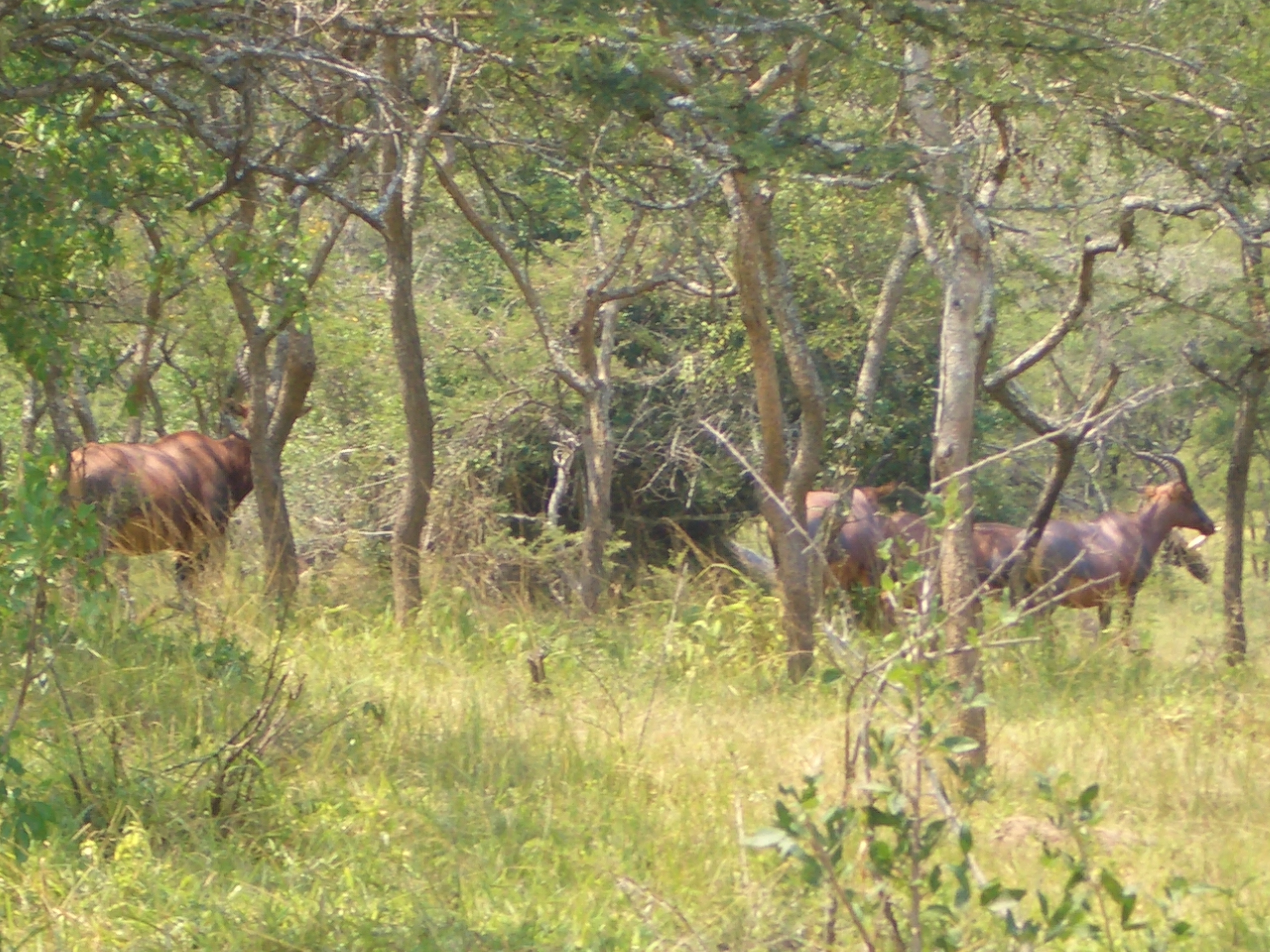
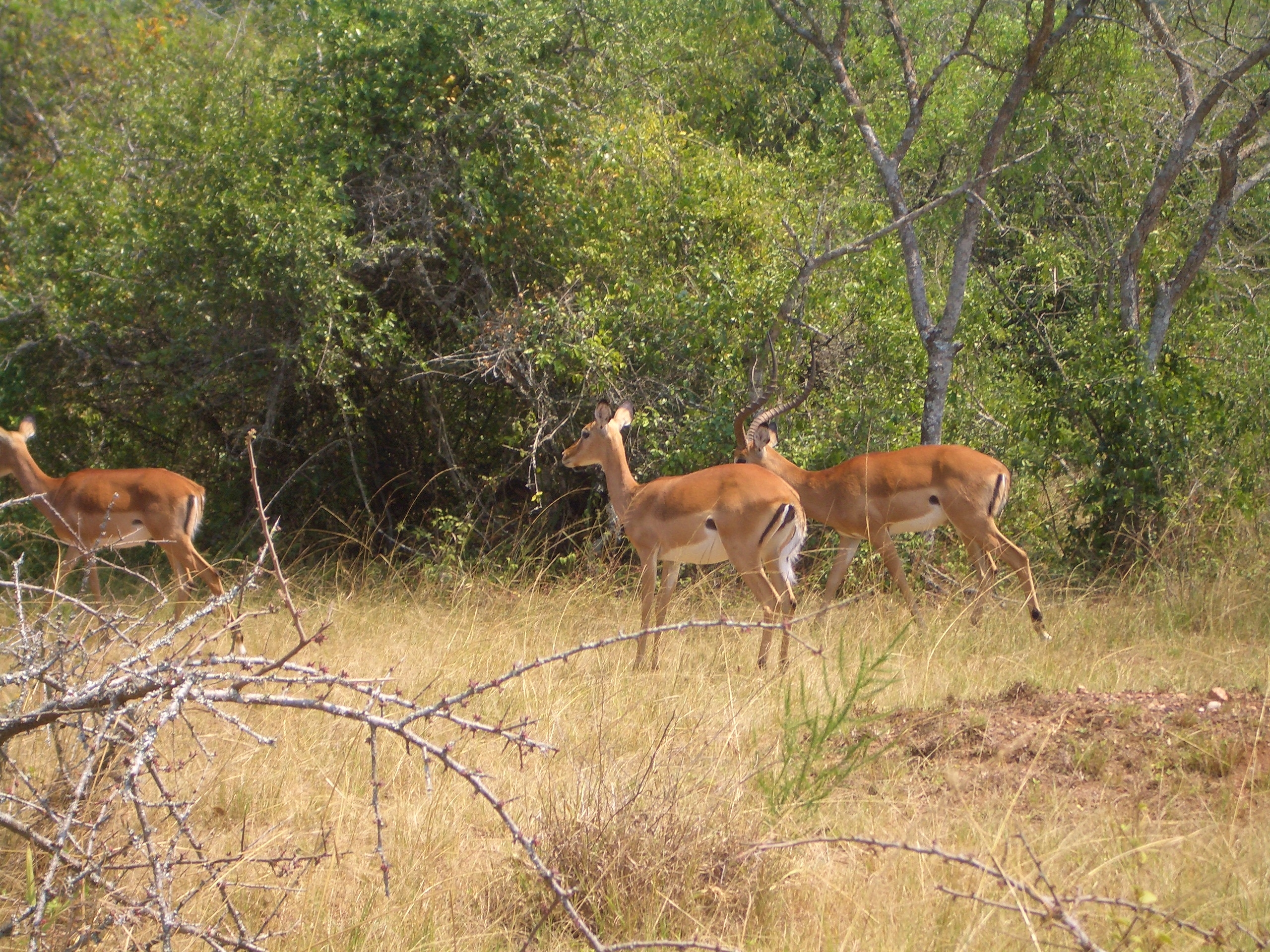
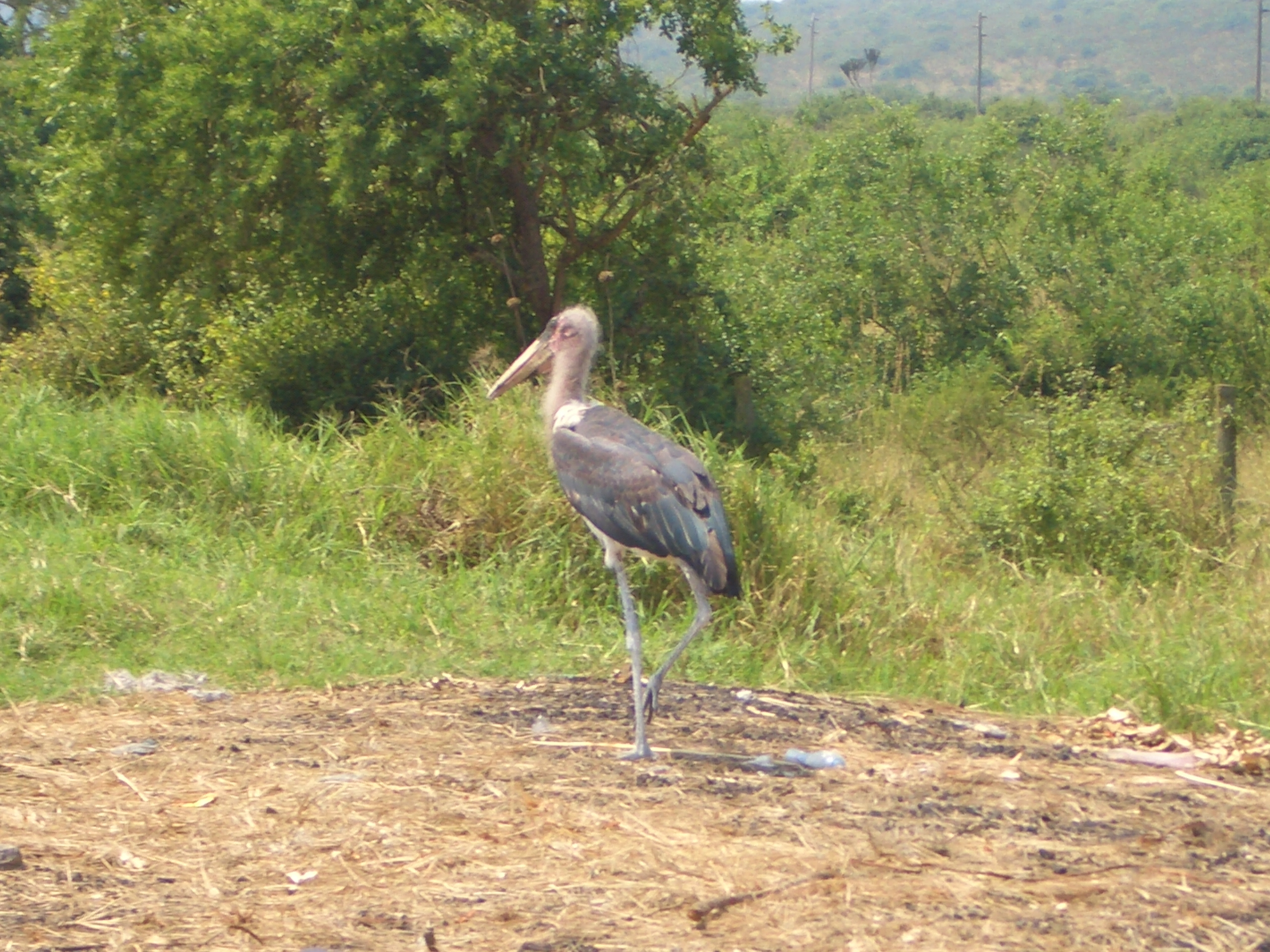
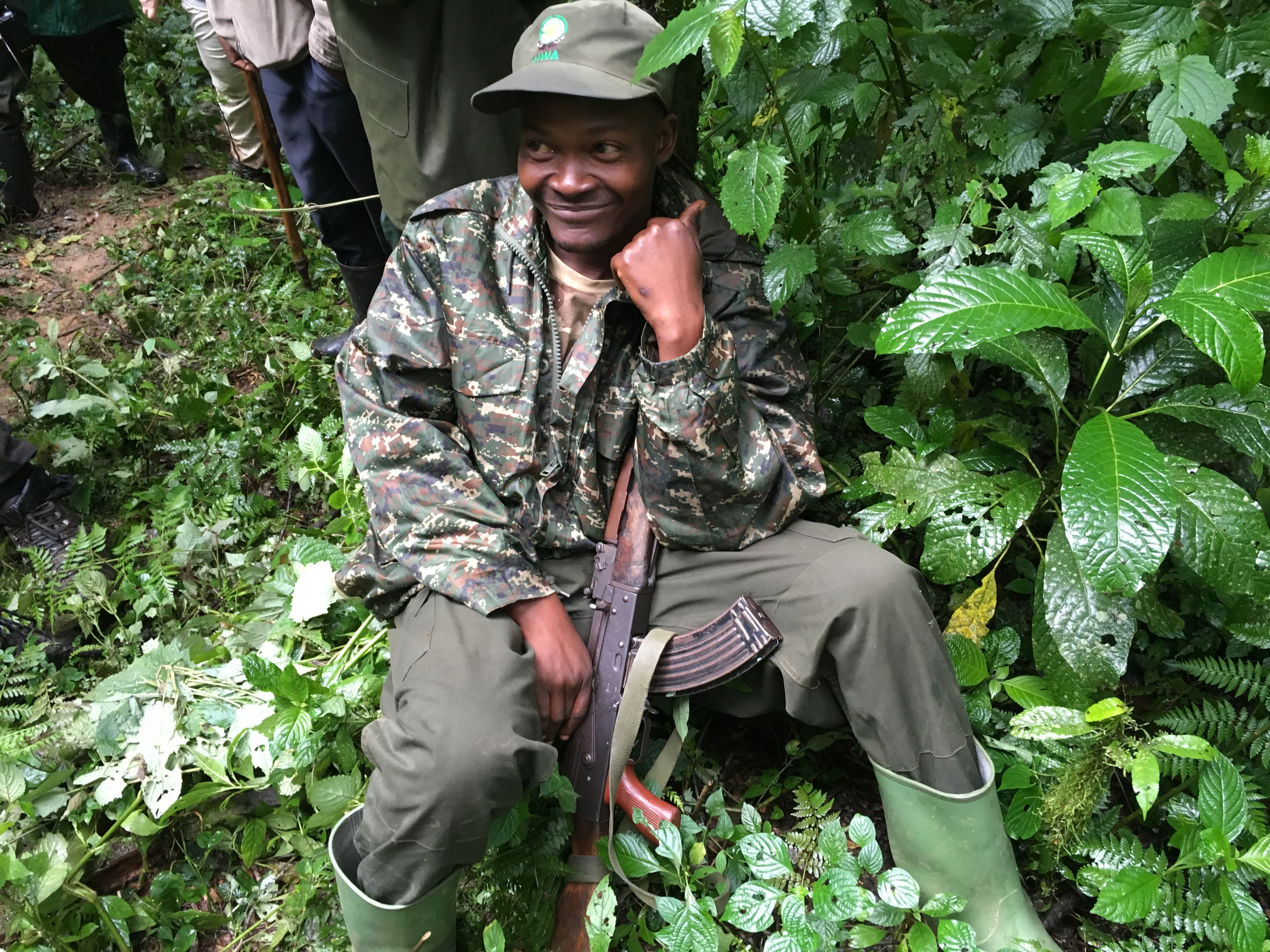
Ranger en faction